# Fathers 4 Justice

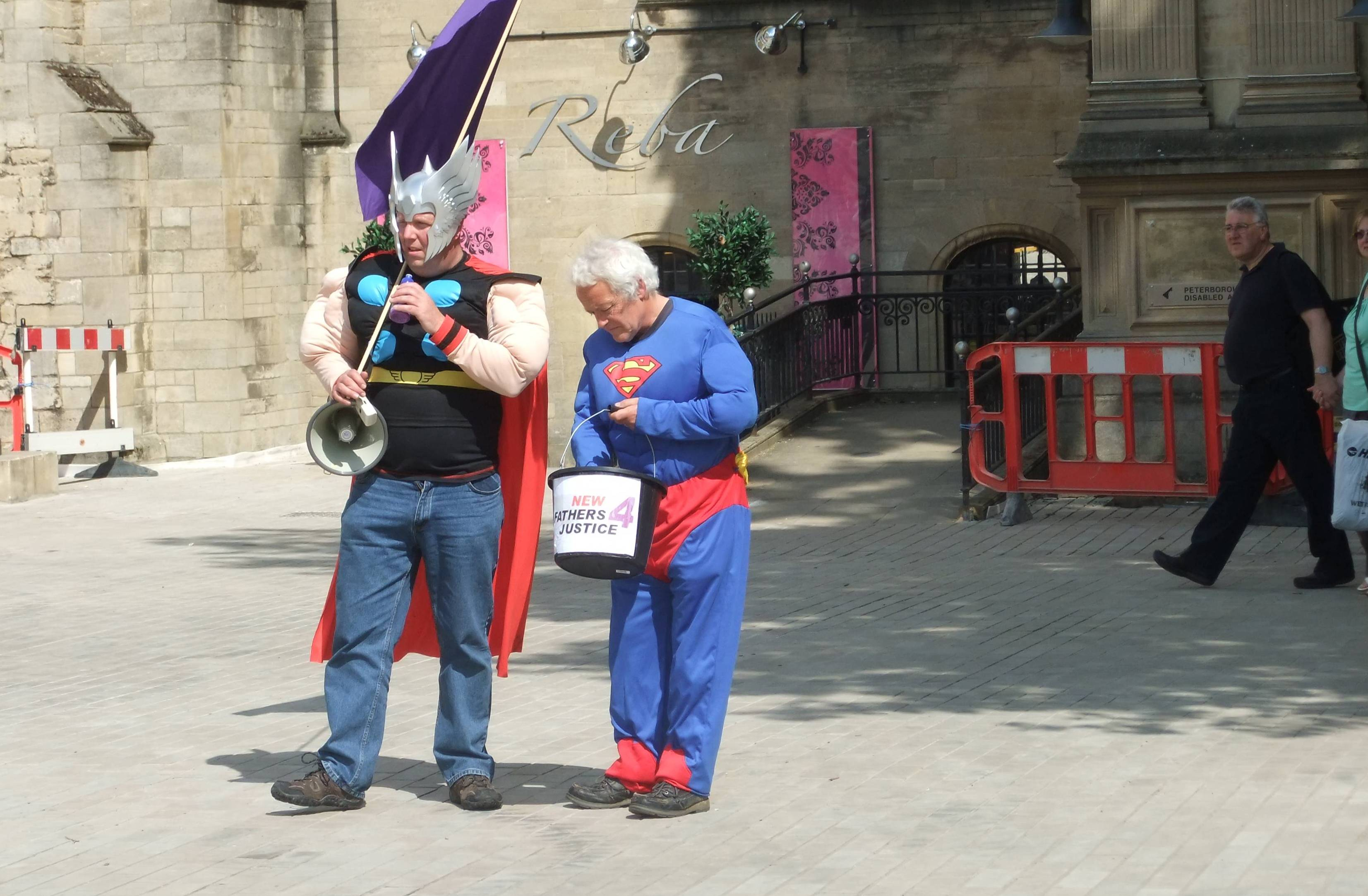
Dwóch protestujących z organizacji Fathers 4 Justice

Fathers 4 Justice (F4J) – brytyjska organizacja walcząca o prawa ojców oraz reformę sądów rodzinnych.

## Założenia ideowe
Założona przez Matta O'Connora w 2002 roku Fathers 4 Justice to organizacja walcząca o zwiększenie praw ojców do opieki nad dziećmi w przypadku rozpadu małżeństwa. Członkowie organizacji protestują przeciwko niemal automatycznemu przyznawaniu przez sądy opieki nad dzieckiem jego matce oraz częstej niemożności wyegzekwowania przez ojców prawa do widywania dzieci.

## Działalność
Fathers 4 Justice jest znana z nietypowych kampanii mających zwrócić uwagę społeczeństwa na podnoszony przez organizację problem. Kampanie te często naginają lub nawet łamią przepisy prawa. Wśród znanych akcji organizacji są wspinaczki kilku członków na Tower Bridge w strojach św. Mikołaja i na Buckingham Palace w strojach Batmana oraz pikietowanie m.in. sądów i siedzib partii w przebraniach innych superbohaterów. W 2004 roku jeden z członków przykuł się kajdankami do brytyjskiej minister ds. dzieci, innym razem kilku członków ruchu rzuciło w premiera Tony'ego Blaira prezerwatywami z mąką, a w 2011 roku kilku członków grupy podjęło głodówkę w proteście przeciwko pojawiającym się w jednym z przemówień premiera Davida Camerona słowom o nieodpowiedzialnych ojcach i heroicznych samotnych matkach. W 2013 roku organizacja rozpoczęła natomiast akcję, w ramach której jej członkowie uszkadzają dzieła sztuki, zamalowując je lub naklejając na nie nalepki − ma być to protest przeciwko niedotrzymaniu przez rząd Davida Camerona obietnicy przeprowadzenia zmian prawnych zgodnych z postulatami Fathers 4 Justice oraz brakiem dialogu rządu z organizacją. Fathers 4 Justice organizuje też kontrowersyjne kampanie reklamowe.